# Đoàn Thanh Xuân
Đoàn Thanh Xuân (sinh năm 1963) là một sĩ quan cấp cao trong Quân đội nhân dân Việt Nam, hàm Thiếu tướng, hiện là Ủy viên Thường vụ Đảng ủy, Phó Chính ủy Quân khu 9.

## Binh nghiệp
Đoàn Thanh Xuân sinh ra ở xã Tân Thới, huyện Tân Phú Đông, Tỉnh Tiền Giang. Năm 1981, ông tình nguyện lên đường nhập ngũ; tháng 3/1985, ông được kết nạp vào Đảng Cộng sản Việt Nam.
Tháng 10/1986, ông tham gia làm nghĩa vụ quốc tế, cùng với đồng đội phục vụ chiến đấu tại chiến trường Campuchia ở Mặt trận 979, Đoàn 9903.
Hoàn thành nghĩa vụ quốc tế trở về nước, ông được phân công công tác tại các cơ quan, đơn vị thuộc cơ quan Bộ CHQS tỉnh Tiền Giang.
Với hơn 37 năm trong quân ngũ, Thiếu tướng Đoàn Thanh Xuân đã từng giữ các chức vụ như: Trợ lý Tổ chức, Chủ nhiệm Chính trị, Phó Chính ủy Sư đoàn 8. Dù ở bất cứ cương vị công tác nào, ông luôn hoàn thành tốt nhiệm vụ được giao.
- Tháng 9/2009,ông được bổ nhiệm làm Chính ủy Sư đoàn 330 - Quân khu 9,
- Tháng 7/2013, ông giữ chức Chính ủy Bộ CHQS tỉnh Tiền Giang.
- Tháng 5/2015, bổ nhiệm làm Phó Chủ nhiệm Cục Chính trị - Quân khu 9.
- Tháng 11/2017, bổ nhiệm làm Phó Chính Ủy Quân khu 9, Quân đội nhân dân Việt Nam thay Thiếu tướng Phạm Văn Chua nghỉ hưu.
Thiếu tướng (1.2018)